# Woodstock '94
Woodstock '94 was een muziekfestival georganiseerd ter ere van de 25e verjaardag van het oorspronkelijke Woodstockfestival dat in 1969 plaatsvond. Het festival was gepland in het weekend van 13 en 14 augustus 1994, later werd hier een derde dag aan toegevoegd (vrijdag 12 augustus). Het evenement vond plaats op "Winston Farm" in Saugerties in de Amerikaanse staat New York, ongeveer 160 km ten noorden van de stad New York. Het terrein was 16 km gelegen van het oorspronkelijke terrein: Woodstock.
De slogan van het festival was "2 More Days of Peace & Music", een verwijzing naar het oorspronkelijke festival waarvan de slogan "3 Days of Peace & Music" was. Ook in de poster van Woodstock '94 werd verwezen naar 1969, waar nu twee vredesduiven in plaats van één op een gitaar te zien waren.
Het aantal bezoekers aan Woodstock '94 wordt geschat op 350.000. Dit aantal is groter dan de organisatoren van tevoren hadden gepland, waardoor er zich rond de tweede nacht logistieke problemen voordeden. De grootste problemen ontstonden in het waarborgen van de veiligheid, vooral met de grote toestroom van mensen vanaf twee kanten. Daarnaast werden het eten en drinken beperkt. Toen het festivalterrein was afgezet met slechts eenvoudige hekken konden mensen makkelijk illegaal, met alcohol en verboden middelen, het terrein opkomen. Het was voor het beveiligingspersoneel en de bewakers bij de ingang en uitgang onmogelijk om een goede controle uit te kunnen voeren onder de grote aantallen mensen gedurende het binnenkomen en verlaten van het terrein, het inspecteren en de handhaving van de veiligheid.
Een volgende editie zou vijf jaar later plaatsvinden: Woodstock '99.

## Artiesten

### Vrijdag 12 augustus

#### North Stage
- Blues Traveler
- Jackyl
- Del Amitri
- Live
- James
- King's X
- Sheryl Crow
- Collective Soul
- Candlebox
- Violent Femmes

#### South Stage
- 3
- Futu Futu
- The Goats
- Huffamoose
- Lunchmeat
- Orleans
- The Paul Luke Band
- Peacebomb
- Rekk
- Roguish Armament

#### Ravestock
- Aphex Twin
- Deee-Lite
- DJ Spooky
- Doc Martin
- Frankie Bones
- Kevin Saunderson
- Little Louie Vega
- The Orb
- Orbital
- Soul Slinger
- DJ Scotto

### Zaterdag 13 augustus

#### North Stage
- Joe Cocker
- Blind Melon
- Cypress Hill
- Rollins Band
- Melissa Etheridge
- Crosby, Stills, & Nash featuring John Sebastian
- Nine Inch Nails
- Metallica
- Aerosmith

#### South Stage
- Nenad Bach
- The Cranberries
- Zucchero
- Youssou N'Dour
- The Band featuring Hot Tuna, Bruce Hornsby, Roger McGuinn, Rob Wasserman en Bob Weir
- Primus featuring Jerry Cantrell
- Salt 'n Pepa

### Zondag 14 augustus

#### North Stage
- Country Joe McDonald
- Sisters of Glory featuring Thelma Houston, CeCe Peniston, Phoebe Snow, Mavis Staples en Lois Walden
- Arrested Develoopment
- Allman Brothers Band
- Traffic
- Spin Doctors
- Porno For Pyros
- Bob Dylan
- Red Hot Chili Peppers
- Peter Gabriel

#### South Stage
- John Sebastian & the J-Band
- Country Joe McDonald
- Gil Scott-Heron
- WOMAD
  - Xalam
  - The Justin Trio
  - Geoffrey Oryema
  - Hassan Hakmoun & Zahar
- Nenad Bach
- Green Day
- Paul Rodgers Rock and Blues Revue featuring Slash, Neal Schon, Andy Fraser en Jason Bonham
- Neville Brothers
- Santana
  - Eric Gales
- Jimmy Cliff's All Star Reggae Jam featuring Rita Marley, Eek A Mouse en Shabba Ranks